# Baba Ilyas
Pour les articles homonymes, voir Baba.
Ne doit pas être confondu avec Baba Ishak.
Baba İlyas ou Şücâ-ed-Dîn Ebû'l-Bekâ Baba İlyas bin Ali el-Horasânî était un chef religieux turc, membre de l'ordre (tariqa) alevi Bâbâ'îyye, qui vécut en Anatolie au XIIIe siècle (mort en 1240). Il tenta, vers l'an 1240, de renverser la doctrine de Mahomet, et s'autoproclama mahdi, soit le sauveur attendu par les musulmans et que Dieu devrait envoyer à la fin des temps.
Il commença à prêcher sa doctrine à Amasia, en Arménie, la répandit dans toute l'Anatolie. Il réunit autour de lui un grand nombre de partisans qu'il arma, et à la tête desquels il se rendit redoutable. Les princes musulmans le considérèrent comme sectaire et furent obligés, pour le réduire, de faire appel aux Francs.